# Прухњик
Прухњик (пољ. Pruchnik) град је у Пољској у Војводству поткарпатском. По подацима из 2012. године број становника у месту је био 3716.

## Становништво
| 2012. |
| ----- |
| 3.716 |

## Партнерски градови
- Барби